# Nemopteridae
Ne doit pas être confondu avec Nemipteridae.
Famille
Les Nemopteridae sont une famille d'insectes de l'ordre des Neuroptera.
Il existe environ 130 espèces de Nemopteridae dans le monde, dont seulement cinq espèces en Europe.

## Liste des genres
La famille des Nemopteridae comprend 40 genres selon Catalogue of Life (30 janvier 2021).
- Afghanocroce
- Amerocroce
- Anacroce
- Apocroce
- Austrocroce
- Barbibucca
- Brevistoma
- Carnarviana
- Chasmoptera
- Concroce
- Cratonemopteryx
- Croce
- Derhynchia
- Dielocroce
- Halter
- Halterina
- Josandreva
- Knersvlaktia
- Krika
- Laurhervasia
- Lertha
- Marquettia
- Moranida
- Necrophylus
- Nemeura
- Nemia
- Nemopistha
- Nemoptera
- Nemopterella
- Palmipenna
- Parasicyoptera
- Pastranaia
- Roesleriana
- Savigniella
- Semirhynchia
- Sicyoptera
- Stenorrhachus
- Thysanocroce
- Tjederia
- Veurise